# Hindustan (Trinidad y Tobago)
Hindustan es una localidad de Trinidad y Tobago que forma parte de la región de Princes Town.

## Geografía
La localidad abarca parte de la isla Trinidad y limita al norte con New Grant y George Village, al sur con St. Mary's Village, al este con George Village y al oeste con Sixth Company e Indian Walk.

## Demografía
Datos demográficos de la localidad de Hindustan:
| Gráfica de evolución demográfica de Hindustan entre 2000 y 2011 |
|                                                                 |